# 906
906 (CMVI) fue un año común comenzado en miércoles del calendario juliano, en vigor en aquella fecha.

## Acontecimientos
- Un terremoto sacude Armenia.

## Nacimientos
- Sherira Gaon
- Þórir Hámundsson
- Fujiwara no Atsutada

## Fallecimientos
- Acfredo I de Carcasona
- Gomelo II
- 27 de febrero: Conrado de Turingia